# The Loop
The Loop è una sitcom statunitense trasmessa dal 15 marzo 2006 al 1º luglio 2007 su Fox. La serie è interpretata da Bret Harrison nei panni di Sam Sullivan, un giovane professionista che cerca di bilanciare le esigenze della sua vita sociale con le pressioni del lavoro presso la sede centrale di TransAlliance Airways, una compagnia aerea statunitense. L'ambientazione è la città di Chicago, nella cui area sono anche avvenute le riprese. La sigla è Hockey Monkey di James Kochalka Superstar e The Zambonis.
Sono state prodotte due stagioni, di sette e nove episodi ciascuna; gli episodi sono di circa 30 minuti. 
La serie è stata trasmessa da vari canali nel mondo, ma in Italia la serie rimase inedita.

## Trama
La trama della serie ruota attorno a Sam, giovane progessionista di Chicago che vive insieme al fratello Sully, disoccupato, e ad altri amici, impiegato alla compagnia aerea TransAlliance Airways. Il suo capo, Russ, gli propone vari progetti che Sam cerca di affrontare alla meglio, cercando di conciliare il lavoro con le vicende personali (innamoramenti, amicizie, l'attività di dog sitting, etc.).